# 기 (수학)

3차원 공간 속의 완비기

대수기하학에서, 기(旗, 영어: flag 플래그[*])는 벡터 공간 속의 부분 벡터 공간들로 구성된 여과이다.

## 정의
체 {\displaystyle K} 위의 벡터 공간 {\displaystyle V}가 주어졌다고 하자. 그렇다면, {\displaystyle V} 속의 기는 다음과 같은 데이터로 주어진다.
{\displaystyle \{0\}=V_{0}\subsetneq V_{1}\subsetneq V_{2}\subsetneq \cdots \subsetneq V_{k}=V}
여기서 각 {\displaystyle V_{i}}는 {\displaystyle V}의 부분 {\displaystyle K}-벡터 공간이다. 즉, {\displaystyle V}의 부분 벡터 공간들에 대한 특별한 여과이다.
만약 {\displaystyle V=K^{n}}가 유한 차원 벡터 공간일 때, 길이가 {\displaystyle n}인 기를 완비기(完備旗, 영어: complete flag)라고 한다.
{\displaystyle V=K^{n}} 속의, 차원들이 {\displaystyle (d_{0}=0d_{1},d_{2},\dots ,d_{k}=n)}인 기들의 모듈라이 공간
{\displaystyle \operatorname {Flag} (d_{1},\dotsc ,d_{k-1},d_{k};K)}
을 기 대수다양체(旗代數多樣體, 영어: flag variety)라고 한다. 이는 {\displaystyle K}-사영 대수다양체를 이룬다.

## 성질
{\displaystyle K}-벡터 공간 {\displaystyle V}의 {\displaystyle k}개 성분의 기 {\displaystyle (V_{i})_{0\leq i\leq k}}들의 공간 {\displaystyle \operatorname {Flag} (k;V)} 위에는 일반 선형군 {\displaystyle \operatorname {GL} (V)}가 다음과 같이 작용한다.
{\displaystyle g\cdot (V_{i})_{0\leq i\leq k}=(gV_{i})_{0\leq i\leq k}}
이 작용에 대한 안정자군을 기 {\displaystyle (V_{i})_{0\leq i\leq k}}의 안정자군이라고 한다.
유한 차원 벡터 공간 {\displaystyle V=K^{n}} 속의 기의 안정자군은 일반 선형군 {\displaystyle \operatorname {GL} (V)}의 포물형 부분군이며, 완비기의 안정자군은 {\displaystyle \operatorname {GL} (V)}의 보렐 부분군이다.

## 예
유한 차원 {\displaystyle K}-벡터 공간 {\displaystyle V=K^{n}}의 기저 {\displaystyle (v_{1},\dotsc ,v_{n})}를 잡고, 표준기(標準旗, 영어: standard flag)
{\displaystyle V_{i}=\operatorname {Span} _{K}\{v_{1},\dotsc ,v_{i}\}}
를 생각하자. 그렇다면, 그 안정자군은 다음과 같이 가역 상삼각 행렬들로 구성된다.
{\displaystyle M={\begin{pmatrix}m_{11}&m_{12}&\dotsm &m_{n,n-1}&m_{n,n}\\0&m_{22}&\dotsm &m_{2,n-1}&m_{2,n}\\\vdots &&\ddots &\vdots &\vdots \\0&&&m_{n-1,n-1}&m_{n-1,n}\\0&0&\dotsm &0&m_{nn}\end{pmatrix}}\qquad (m_{ii}\neq 0\forall i=1,\dotsc ,n)}

## 역사

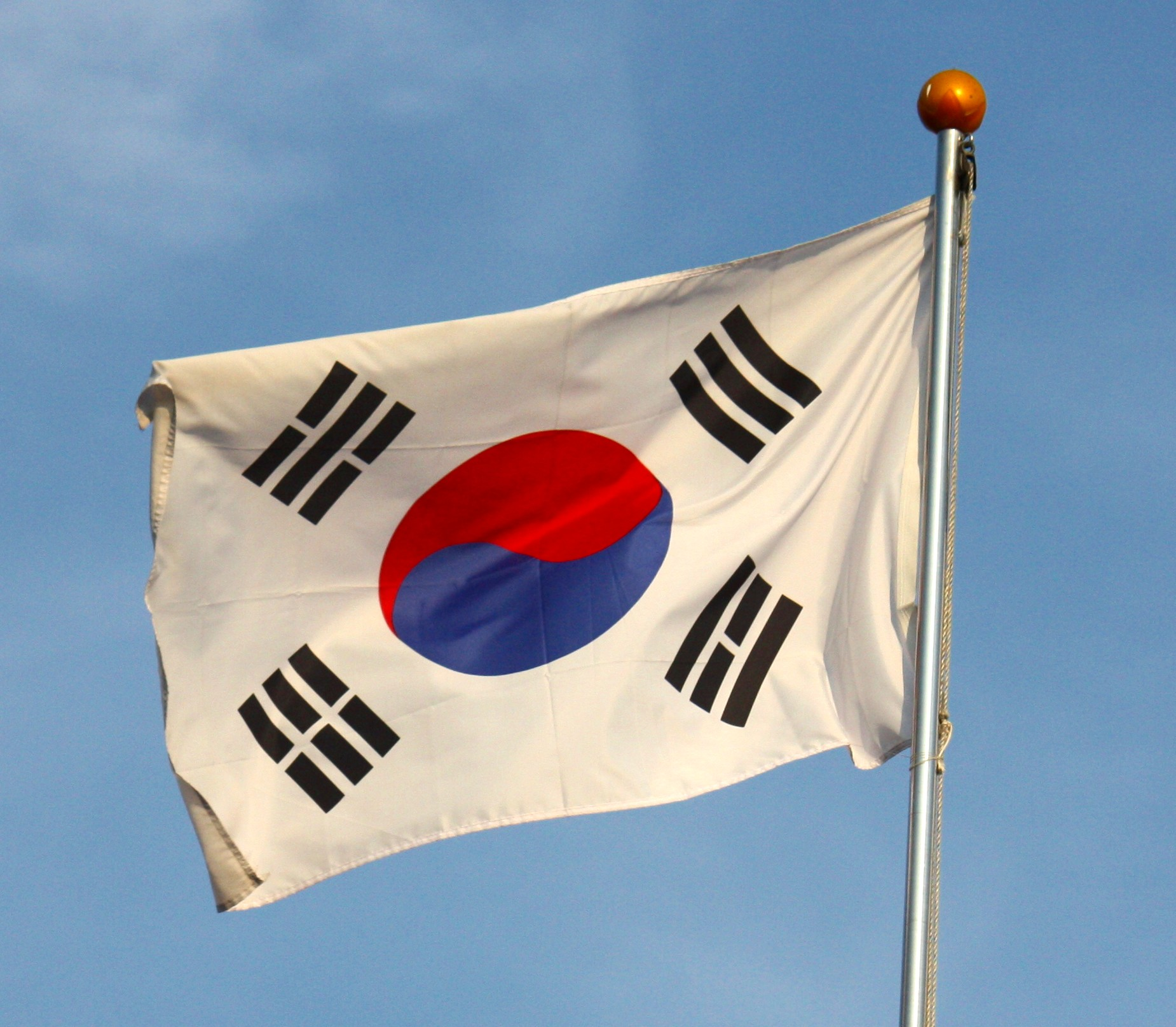
속의 완비기는 깃발이 달린 깃대로 형상화된다. 이 경우, 깃봉(그림의 황색 장식) · 깃대 · 깃발은 기의 성분에 해당한다.

“기”(프랑스어: drapeau 드라포[*])라는 용어는 이미 1955년에 아르망 보렐이 사용하였다.:234, §5.1
“기”라는 단어의 어원은 다음과 같다. {\displaystyle V=\mathbb {R} ^{3}} 속의 완비기는 원점(0차원 공간) · 직선(1차원 공간) · 평면(2차원 공간) · 3차원 공간으로 구성된다.
3차원 공간 속에, 깃대에 달려 있는, 빳빳한 깃발을 생각하자. 그렇다면, 이로부터 다음과 같은 기를 정의할 수 있다.
- 원점은 깃봉(깃대의 끝의 장식)이다.
- 직선은 깃대를 연장하여 얻는 직선이다.
- 평면은 깃발을 연장하여 얻는 평면이다.
- 3차원 공간은 공간 전체이다.

이에 따라, {\displaystyle \mathbb {R} ^{3}} 속의 완비기는 깃발이 달린 깃대로 형상화될 수 있다.

## 같이 보기
- 여과 (수학)
- 그라스만 다양체
- 매트로이드

## 참고 문헌
1. ↑  Borel, Armand (1955년 12월). “Groupes algébriques”. 《Séminaire Bourbaki》 (프랑스어) 121 (121): 229–238. MR 1611387. Zbl 0116.26201.